# الاتجار بالبشر في نيبال
الاتجار بالبشر في نيبال صناعة إجرامية متنامية تُؤثر في العديد من البلدان خارج نيبال، أساسًا آسيا والشرق الأوسط. تُعد نيبال بلدًا مصدِّرًا للرجال والنساء والأطفال الذين يتعرضون للعمل القسري والاتجار بالجنس. وضع مكتب وزارة الخارجية الأمريكية لرصد ومكافحة الاتجار بالأشخاص بلاد نيبال في «المستوى 2» سنة 2017.

## نظرة عامة عن الاتجار بالبشر
يُعد الاتجار بالبشر الصناعة الإجرامية الأسرع نموًا في العالم، ويأتي في المرتبة الثانية بعد تجارة المخدرات إلى جانب التجارة بالأسلحة. وفقًا لمكتب الأمم المتحدة المعني بالمخدرات والجريمة، فإن الاتجار بالبشر هو اكتساب الأشخاص بوسائل غير لائقة مثل الخداع أو القوة أو الاحتيال بهدف استغلالهم. تتأثر جميع البلدان بذلك سواء كانت مُصدِّرة، أو بلد وجهة أو مزيجًا من الاثنين، مع أن البلدان النامية تميل إلى أن تكون بلدان مُصدِّره للدول المتقدمة. وفقًا لتقدير مُتحفظ من قبل منظمة العمل الدولية، فإن نحو 2.4 مليون شخص -معظمهم من النساء والفتيات- مُجبرون حاليًا على العمل القسري نتيجة للاتجار، ما أدى إلى إنشاء صناعة بقيمة 32 مليار دولار أمريكي على مستوى العالم. سنويًا، يُهرب نحو 600000 - 800000 شخص عبر الحدود الوطنية حول العالم، 80% منهم من النساء والفتيات. نحو 1.2 مليون ضحية الإتجار هم من القُصَّرْ: نحو 43٪ يُتاجر بهم للاستثمار الجنسي التجاري و32٪ للعبودية القسرية، و25٪ مزيج من الاثنين. يُتاجر بالضحايا النيباليين داخل نيبال والشرق الأوسط وحتى أوروبا إضافةً إلى مناطق أخرى مثل ماليزيا ويُجبرون على العمل في الدعارة، أو خدمًا للمنازل، أو متسولين، أو عمال مصانع، أو عمال مناجم، أو فناني سيرك أو جنودًا وغير ذلك.
يمكن تقسيم عملية الاتجار بالبشر إلى نموذجين: «جسيم» و «غير مشروع». إن التمييز بين الاتجار الجسيم وغير المشروع له علاقة بإكراه أفراد الأسرة أو تواطؤهم في دخول شخص ما إلى الدعارة القسرية. الاتجار الجسيم يحدث بواسطة الوعود الكاذبة والإكراه. ينتشر من منطقة إلى أخرى، وقد تحول بدرجة كبيرة من المناطق الريفية إلى المناطق الحضرية. في الاتجار غير المشروع، يؤدي أفراد الأسرة أدوارًا تتجاوز البيع، وتتضمن النقل والشراء.

## الوجهات

### داخل نيبال
غالبا ما ينقل ضحايا الاتجار إلى مواقع داخل نيبال، أساسًا من المناطق الريفية إلى المراكز الحضرية. تُهرَّب الفتيات والنساء أساسًا للاستغلال الجنسي في أماكن مثل المطاعم/المراقص، صالونات التدليك وأماكن أخرى داخل قطاع السياحة. ومع ذلك، تستضيف هذه الأماكن أيضًا العديد من النساء اللائي دخلن العمل الجنسي طواعية، وأولئك الذين ربما دَخلوا طواعية لكن لم يُسمح لهم فيما بعد بالمغادرة وانتهى بهم الأمر في ظروف أشبه بالعبودية. داخل نيبال، يُعد الاتجار بالعمال أمرًا شائعًا أيضًا، غالبًا ما ينتهي الأمر بالضحايا في مصانع السجاجيد والملابس، ومصانع التطريز المُستغِلة للعمال، وأفران الطوب وغيرها.

### عبر الحدود إلى الهند
ربما يُعد تهريب الفتيات من نيبال إلى الهند من أجل الدعارة القسرية أحد أكثر طرق تهريب الرقيق كثافةً حول العالم، إذ يُهرب نحو 5000 - 10000 امرأة وفتاة نيبالية إلى الهند سنويًا. يوجد في الهند نحو 100،000 - 200،000 نيبالي تم الاتجار بهم. الفتيات النيباليات مرغوبات خصوصًا بوصفهن عاهرات في الهند لأنهن يُعتبرن أكثر جاذبية بسبب لون بشرتهن الفاتح، ولأن العذارى النيباليات يُعتقَد أنهن قادرات على علاج الإيدز. يتم الاتجار بالضحايا أيضًا للعمل في السيرك، والزراعة وقطاعات التصنيع الأخرى. إن الحدود المفتوحة المليئة بالثغرات التي يبلغ طولها 1850 كيلومترًا بين نيبال والهند تسهل الاتجار بالبشر. إضافةً إلى ذلك، لا توجد سيطرة على هجرة النيباليين المُتجهين إلى الهند أو الهنود القادمين إلى نيبال بموجب معاهدة السلام والصداقة لعام 1950 بين الهند ونيبال. إضافةً إلى كونها بلد وجهة، فإن الهند هي أيضًا بلد عبور للنساء النيباليات البنجلاديشيات اللائي يتم الاتجار بهن إلى باكستان، غرب آسيا، الشرق الأوسط وكذلك النساء اللائي يتم الإتجار بهن من روسيا إلى تايلاند.

### عبر الحدود (إلى بلدان أخرى سوى الهند)
تُهرب الضحايا، خاصةً الفتيات والنساء، إلى السعودية، وماليزيا، وهونغ كونغ، وروسيا، وباكستان، والإمارات العربية المتحدة ودول الخليج الأخرى. يعتقد الخبراء أن الصين أصبحت أيضًا مركزًا ناشئًا للضحايا النيباليين. يمر العديد من الضحايا الذين ينتهي بهم الأمر في الخارج عبر الهند أولًا قبل وجهتهم النهائية. فيما يتعلق بالوجهات الأجنبية غير الهندية، فإن الضحايا أكثر عرضة للإتجار بالجنس، خاصةً لبيوت الدعارة. وينتشر استغلال الضحايا للعمل في القطاعات غير المنظمة وغير الرسمية في دول الخليج، مثل العبودية المنزلية.

## أنواع الاتجار بالبشر

### الاتجار بالجنس
الاتجار بالجنس هو عندما يستخدم شخص ما الإكراه، أو القوة أو الاحتيال للتسبب في ممارسة جنسية تجارية مع شخص بالغ أو يتسبب في قيام قاصر بارتكاب فعل جنسي تجاري. يشمل قانون الجنس التجاري الدعارة، أو المواد الإباحية، أو الأداء الجنسي مُقابل عنصر ذي قيمة، مثل المال، أو المأوى، أو الطعام، أو المخدرات، أو الملابس.
يتفشى الاتجار بالجنس خصوصًا داخل نيبال والهند، إذ يهرب نحو 5000-10000 امرأة وفتاة إلى الهند كل عام. أولئك الذين تم الاتجار بهم للعمل في مجال الجنس غالبًا يكونون أكبر سنًا، أميين وأفراد أسرهم يفتقرون إلى شخص قادر على العمل. قد تتضمن بعض أسباب الاتجار بالبشر للعمل بالجنس الفقر والشيخوخة. من ناحية أخرى، تميل الإناث الأصغر سنًا إلى الاستغلال في الأعمال غير الجنسية متضمنةً الأعمال المنزلية واليدوية وأعمال السيرك. نحو 150.000 - 200.000 امرأة وفتاة نيبالية يُهربن إلى بيوت الدعارة الهندية سنويًا. تُباع الفتيات لبيوت الدعارة بأسعار تتراوح بين 50 ألف و70 ألف روبية هندية. كلما كانت الفتاة أصغر سنًا، ارتفع سعر بيعها. فور بيعها، تصبِح الفتيات ملكًا لصاحب بيت الدعارة حتى يتمكنّ من سداد المبلغ المفروض عليهن. قد تُزَود الفتيات اللائي يتم الاتجار بهن للعمل بالجنس بجزء صغير من الطعام وأحيانًا مبلغ صغير من المال، ومع ذلك، يحصل أصحاب بيوت الدعارة على نحو 90-95٪ من الأرباح. ذكرت دراسة أن الفتيات يُجبرن على خدمة 14 عميلًا في اليوم وسطيًا، بحد أدنى 3 رجال، و40 رجلًا حدًا أقصى.

### العمل القسري
يُشير العمل القسري إلى «المواقف التي يُجبر فيها الأشخاص على العمل باستخدام العنف، التخويف أو وسائل أدق كالديون المتراكمة، الاحتفاظ بأوراق الهوية أو التهديدات بالإدانة لسلطات الهجرة». تشمل عناصر العمل الجبري الخداع، الاستغلال، سوء المعاملة وانتهاك إعلان منظمة العمل الدولية بشأن المبادئ والحقوق الأساسية في العمل، الذي اعتُمد سنة 1998. في نيبال، كان الرق أحد أقدم أشكال العمل القسري. لأن العمل القسري غالبًا ما يكون خفيًا في الاقتصاد غير المشروع، فيوجد نقص في البيانات الكمية الدقيقة لإنشاء مقياس دقيق لمدى انتشاره.
أحد أهم أنواع العمل القسري المُنتشر في نيبال هو العمل الاستعبادي، المعروف أيضًا باسم عبودية الديون. مع أن نيبال حظرت العمل القسري سنة 2000، فإنها لا تزال مشكلة في جميع أنحاء البلاد. صُمِم العمل الاستعبادي لاستغلال العمال، ويحدث عندما يُسلم الأفراد أنفسهم للعبودية وسيلةً لسداد قرض. ثم يُخدع الفرد أو يُحبس للعمل مقابل أجر ضئيل للغاية أو دون أجر، ليكون سداد القرض مستحيلًا. لا يُسمح لمعظم العمال بالعمل لدى أي شخص آخر. يُستخدم العنف والتهديد أحيانًا لإكراه العمال على البقاء، وأحيانًا يخضعون لمراقبة صارمة. في نيبال، ينتشر العمل القسري غالبًا في الزراعة، ويوجد أيضًا في أفران الطوب، والعمل المنزلي، وورش التطريز، ومحلات الشاي والمطاعم الصغيرة.
عمالة الأطفال مُنتشرة خصوصًا في نيبال. يوجد نحو 1.6 مليون طفل عامل تتراوح أعمارهم بين 5 و17 عامًا، غالبًا ما يعملون مقابل مال يقدمونه لوالديهم. نحو ثلاثة أرباعهم تقل أعمارهم عن 14 عامًا، ومعظمهم من الفتيات.

## سمات الضحايا
غالبية ضحايا الاتجار من النساء والفتيات، إذ يتعرضن خصوصًا بسبب محدودية الفرص الاقتصادية، الأمية أو التعليم الرديء، والوضع الاجتماعي والاقتصادي والثقافي المنخفض. أيضًا فإن النساء والفتيات أكثر عرضة للإتجار إذا تعرضن للعيش المهمش، أو للهجر من أزواجهن أو أسرهن، أو كن من ضحايا سوء المعاملة والعنف ومن المجتمعات المحرومة والأسر شديدة الفقر. يتوزع الضحايا من جميع مناطق نيبال، لكن الأكثر استهدافًا الفئات المحرومة والمهمشة مثل طبقة الداليت (المنبوذين) والأقليات العرقية (جاناجاتي، الشعوب الأصلية). وتشمل المجموعات المستضعفة الأخرى الأقليات الدينية، وذوي الإعاقة، وساكني مناطق التنمية في الغرب الأوسط والأقصى، ومن يُقيمون في منطقة معرضة لتغير المناخ والكوارث الطبيعية. صنفت الأمم المتحدة (2011) الفئات الأضعف في نيبال، التي تحتاج إلى الدعم الفوري بواسطة 3 معايير:
1) التنمية البشرية (الفقر والموارد الاقتصادية والمعرفة والصحة).
2) الإقصاء (الاقتصادي والسياسي والمدني/الثقافي).
3) ضعف الحماية الفردية (الحماية المادية والقانونية).
ومع ذلك، فإن الخداع قد بلغ أيضًا الفئات المحظوظة ونساء الطبقة العليا. يُقدر تقرير التنمية البشرية في نيبال (2004) أن نحو 20٪ ممن هُربن إلى الهند ودول أخرى في آسيا تقل أعمارهن عن 16 عامًا.
أٌغري معظم الضحايا بوعود بوظائف مُربحة في مناطق مثل الهند، أو دبي أو المملكة العربية السعودية، وتشمل الأساليب الأخرى الزواج الكاذب، الإكراه، التوجه إلى الأسر المثقلة بالديون وإجبارهم على بيع بناتهم لدفع ديونهم وأحيانًا تحت غطاء المهر للزواج. غالبًا ما يُنظر إلى الفتيات بوصفهن سلعًا عائلية يُمكن شراؤها وبيعها. في أماكن الاسترقاق، غالبًا ما يُسجن الضحايا، مصحوبين بحراسة، ويتعرضون للإيذاء الجنسي والبدني تكرارًا عبر مختلف أنواع الإتجار. يحصل الضحايا على أجر ضئيل أو معدوم مقابل عملهم، ويعملون تحت ظروف خطرة فترات طويلة للغاية، ويتعرضون للتهديد الجسدي والنفسي. غالبًا ما يقع الضحايا في عبودية الديون من خاطفيهم، ما يعني إجبارهم على سداد دين لأسرهم أو رسوم النقل. أحيانًا يُفلت الضحايا من أسرهم بالهرب، أو تنقذهم الشرطة أو يطلق الخاطفون سراحهم عندما يكبرون في السن فتقل قيمتهم الربحية.